# Utopia Halle

Eingang der Utopia Halle (2021)

Die Utopia Halle, von 1994 bis 2019 unter dem Namen Reithalle München, ist eine ehemalige Reithalle im Münchner Stadtbezirk Schwabing-West, die seit den 1990er Jahren als Veranstaltungsort genutzt wird. Sie wurde 1894 für das 2. Bayerische Infanterie-Regiment „Kronprinz“ im Barackenkasernement Oberwiesenfeld gebaut und dann als Exerzierhalle genutzt. Rund ein Jahrhundert später wurde das heute denkmalgeschützte Gebäude neuromanischen Stils
restauriert. Hierbei konnte das Innenleben der circa 1200 Quadratmeter (17,6 × 67,9 m) großen Halle gewahrt werden. Das Innere der Halle ist durch die offene Bauweise ohne tragende Elemente wandelbar. Je nach Raumaufteilung und Gestaltung des Innenraums finden bis zu 1500 Personen Platz. Die Halle gehört dem Freistaat Bayern, ist an eine private GmbH verpachtet und kann als Veranstaltungshalle genutzt werden. In früheren Jahren fanden hier auch Vorstellungen der Bayerischen Staatsoper statt. Nach einem Umbau und Renovierungsmaßnahmen wurde die Halle am 9. November 2019 als Utopia Halle neueröffnet und wird seitdem als Veranstaltungsort für Konzerte, Partys, Festivals, Ausstellungen, Theater, Performances und Lesungen genutzt.

## Einzelbelege
1. 1 2  Nina Vogl: Aus der Reithalle wird Utopia: Das neueste Projekt der Lovelace-Crew. 2019, abgerufen am 28. November 2022.
2. 1 2 3  Utopia Halle. In: Film Commission Bayern. Abgerufen am 28. November 2022.
3. ↑  Reithalle mit offenem Dachstuhl. Bayerisches Landesamt für Denkmalpflege, abgerufen am 16. Juni 2009
4. 1 2  Utopia – A Happening Place. In: Resident Advisor. Abgerufen am 28. November 2022 (englisch).
5. ↑  Alle Infos und erste Bilder zum Utopia-Opening. In: InMagazin. 9. November 2019, abgerufen am 28. November 2022.

Koordinaten: 48° 9′ 29,49″ N, 11° 33′ 16,03″ O